# Лінсі Доен Маккензі
Лі́нсі До́ен Макке́нзі (англ. Linsey Dawn McKenzie; нар. 7 серпня 1978 року, Лондон, Велика Британія) — англійська модель, порноакторка та акторка.

## Кар'єра

### Модель
На початку 1994 року 15-річна Ліндсі надіслала свої фотографії до місцевого агентства. Скоро її запросили на професійні фотосесії. У 16 років вона почала позувати топлес.
У день 16-річчя Ліндсі газета «The Sunday Sport» опублікувала її топлес-фотографії. У червні та липні 1994 року газета опублікувала фотографії Маккензі, акцентуючи увагу на її грудях, відраховуючи дні до її повноліття, коли можна буде опублікувати більш відверті фото. Пізніше Маккензі з'являлась у газетах «The Daily Sport», «The Sun», «The Daily Star», «Mayfair», «Men Only».
29 липня 1995 року, незадовго до 17-річчя, Лінсі Маккензі з'явилась топлес на матчі збірних з крикету Англії та Вест-Індії на Олд Траффорд. Вона вибігла на поле у стрингах з написом на грудях «Тільки дразніння» (англ. «Only Teasing»).
Після 18-річчя Маккензі дебютувала у північноамериканських журналах («Score»). Видання помістило її фото на обкладинці номера за грудень 1996 року.
У кінці 1990-х Маккензі часто з'являлась на обкладинках видань для дорослих, DVD, у ЗМІ, а також брала участь у різних шоу на каналах L!VE TV і Television X до 2004 року, коли завагітніла та зробила операцію зі зменшення грудей.
В індустрії еротики та порнографії Маккензі стала популярною завдяки великому натуральному розміру грудей. Через вагітність акторка на початку 2006 року зменшила їх хірургічно.

### Порноакторка
У 2000 році Маккензі почала з'являтись у порнофільмах. Велика частина сцен за її участі була лесбійського характеру, де вона знімалась з іншими акторками з великими грудьми: Отем-Джейд, Сьюзі Вілден, Інес Кудна.
Також знімалась і в гетеросексуальних фільмах. У 2009 році, після п'ятирічної перерви, Маккензі випустила DVD «Я повернулась» (англ. I'm Back) з лесбійським сценами.

### Телебачення та кіно
Лінсі Маккензі з'являлась у спортивній вікторині BBC «Вони думають, що все скінчилось» (англ. «They Think It's All Over»), реаліті-шоу «Я відомий та наляканий» (англ. (I'm Famous and Frightened)), науковій програмі «Зловживання наукою» (англ. «Science Abuse»). З 8 вересня 2007 року з'являлась у благодійній вікторині від BBC «Слабка ланка» (англ. The Weakest Link), де всі учасниці були подругами або дружинами футболістів.
Маккінзі також з'явилась у двох документальних фільмах про життя моделі «Прокляття Пейдж 3» (англ. «The Curse of Page 3») і «Дівчата почувають себе погано» (англ. «Girls Behaving Badly»). Вона зіграла Берил-Форбс Джакс у фільмі 2002 року Мартіна Гуча «Дивовижні речі Артура» (англ. «Arthur's Amazing Things»).

## Особисте життя
Ліндсі Маккінзі — наймолодша з трьох дітей у сім'ї. Її батьки Тоні та Леслі Маккінзі розлучились у 1987 році.
У 1996 році з 17-річною Ліндсі почав зустрічатись 27-річний футболіст Тім Голдсворт, нападник «Вімблдону».
У 1998 році Маккінзі одружилася з актором Майклом Греко. За час 15-місячних стосунків з Греко двічі вагітніла, обидва рази перенесла викидень.
Після того, як за чутками Маккінзі розчарувалась у футболістах та «зірках», вона почала зустрічатись з 21-річним Террі Кенті в 2000 році. 21 квітня 2001 року вони одружились. Кенті виступав з Маккінзі у відвертих фотосесіях та відео. Сцени за участі пари було випущені на DVD «Ultimate Linsey» в 2001 році. Через 6 місяців шлюб розпався.
У 2004 році Маккінзі почала зустрічатись з колишнім футболістом «Вімблдону» та Північної Ірландії Марком Вільямсом. 16 травня 2005 року вона народила сина. 5 січня 2006 року пара одружилась у Лондоні.
Старша сестра Лінсі Елісон (нар. 12 серпня 1974 року) також працювала в порноіндустрії. Сестри з'явились у 1995 році в еротичному відео, яке було перевидане на DVD у 2002 році. Елісон збільшила груди і була моделлю з 2001 по 2004 роки.

## Пластичні операції
Великі груди Маккінзі викликали дискомфорт. Як писала одна газета, вже у 16 років вона носила розмір 34GG і такі великі груди завдавали їй болю в спині. Невдовзі вони досягли розміру 36HH. У грудні 2005 року, за сім місяців після пологів, Маккінзі зробила операцію зі зменшення грудей до розміру 36E.
У липні 2010 року Маккінзі знову перенесла операцію, встановивши імплантати для збільшення розміру.